# Chapelle du Hackenberg
La chapelle du Hackenberg est un édifice situé dans la commune française de Veckring, en Moselle.

## Histoire
La pierre tombale de la famille de Loewenstein à l'intérieur de la chapelle de Hackenberg et la pierre tombale sculptée aux deux faces avec personnages, datant de 1535 et 1550 et encastrée dans le mur du porche de cette chapelle sont classées au titre des monuments historiques par arrêté du 29 mai 1922.
Les années des campagnes de construction sont 1535 et 1550.
La nouvelle chapelle date de 1962 et a été construite par la société de maçonnerie Laurent Poesy de Helling et la menuiserie, la porte d'entrée et les bancs, par la menuiserie Lobstein Jean de Helling.